# اورمات
اورمات (به فرانسوی: Urmatt) یک کمون در فرانسه است که در Canton of Molsheim واقع شده‌است.

## خصوصیات
اورمات ۱۳٫۸۳ کیلومترمربع مساحت و ۱٬۴۴۶ نفر جمعیت دارد.